# Аманоткель
Аманотке́ль (каз. Аманөткел) — село у складі Аральського району Кизилординської області Казахстану. Адміністративний центр Аманоткельського сільського округу.
У радянські часи село називалось Аманоткьоль.
Населення — 1985 осіб (2021; 2198 у 2009, 1623 у 1999, 1408 у 1989).